# Ignace Heinrich
Ignace Heinrich (31. července 1925 – 9. ledna 2003) byl francouzský atlet, desetibojař, mistr Evropy z roku 1950.

## Kariéra
Dvakrát startoval v desetiboji na olympiádě – v roce 1948 v Londýně vybojoval stříbrnou medaili, v roce 1952 v Helsinkách závod nedokončil. V roce 1950 se stal mistrem Evropy v desetiboji. Jeho osobní rekord 6 934 bodů pochází z roku 1951.